# NGC 6724
NGC 6724 é um aglomerado aberto na direção da constelação de Aquila. O objeto foi descoberto pelo astrônomo John Herschel em 1828, usando um telescópio refletor com abertura de 6,2 polegadas. 